# Мурадян, Сергей Лерникович
Сергей Лерникович Мурадян (род. 27 августа 2004) — армянский футболист, защитник клуба «Ноа» и сборной Армении.

## Карьера
Выступал на молодёжном уровне за «Динамо» (Санкт-Петербург). В 2019 году перешёл в петербуржский «Зенит», где выступал за юношеские команды. Дебютировал за команду в ЮФЛ-2 в матче с молодёжкой «Рубина». В сезоне 2020/2021 стал чемпионом ЮФЛ-1 и ЮФЛ-2 в составе команд U18 и U19. Повторил триумф в составе последних в сезоне 2022/2023. В феврале 2023 года перешёл в ереванский «Ноа», где начал выступать за основную команду. Дебютировал в Чемпионате Армении 27 февраля в матче с БКМА.

## Карьера в сборной
Выступал за национальные команды Армении до 18, 19 и 21 года.

## Достижения

### «Зенит» (СПб)(до 18 лет)
- ЮФЛ-2 2020/2021

### «Зенит» (СПб)(до 19 лет)
- ЮФЛ-1 2020/2021
- ЮФЛ-1 2022/2023[2]